# Ramerupt (Aube)
Ramerupt és un municipi francès situat al departament de l'Aube i a la regió del Gran Est. L'any 2007 tenia 385 habitants.

## Demografia

### Població
El 2007 la població de fet de Ramerupt era de 385 persones. Hi havia 153 famílies de les quals 43 eren unipersonals (13 homes vivint sols i 30 dones vivint soles), 55 parelles sense fills, 47 parelles amb fills i 8 famílies monoparentals amb fills.
La població ha evolucionat segons el següent gràfic:
Habitants censats 

### Habitatges
El 2007 hi havia 187 habitatges, 162 eren l'habitatge principal de la família, 15 eren segones residències i 10 estaven desocupats. 177 eren cases i 10 eren apartaments. Dels 162 habitatges principals, 122 estaven ocupats pels seus propietaris, 33 estaven llogats i ocupats pels llogaters i 7 estaven cedits a títol gratuït; 4 tenien una cambra, 5 en tenien dues, 19 en tenien tres, 49 en tenien quatre i 85 en tenien cinc o més. 145 habitatges disposaven pel capbaix d'una plaça de pàrquing. A 68 habitatges hi havia un automòbil i a 77 n'hi havia dos o més.

### Piràmide de població
La piràmide de població per edats i sexe el 2009 era:
| Homes | Edats   | Dones |
| ----- | ------- | ----- |
| 0     | 95 o +  | 0     |
| 4     | 90 a 94 | 4     |
| 0     | 85 a 89 | 8     |
| 4     | 80 a 84 | 0     |
| 8     | 75 a 79 | 8     |
| 8     | 70 a 74 | 12    |
| 20    | 65 a 69 | 20    |
| 4     | 60 a 64 | 8     |
| 16    | 55 a 59 | 0     |
| 16    | 50 a 54 | 28    |
| 4     | 45 a 49 | 8     |
| 4     | 40 a 44 | 16    |
| 16    | 35 a 39 | 4     |
| 20    | 30 a 34 | 28    |
| 8     | 25 a 29 | 0     |
| 0     | 20 a 24 | 16    |
| 12    | 15 a 19 | 4     |
| 4     | 10 a 14 | 20    |
| 24    | 5 a 9   | 8     |
| 0     | 0 a 4   | 8     |

## Economia
El 2007 la població en edat de treballar era de 214 persones, 163 eren actives i 51 eren inactives. De les 163 persones actives 149 estaven ocupades (89 homes i 60 dones) i 13 estaven aturades (6 homes i 7 dones). De les 51 persones inactives 16 estaven jubilades, 11 estaven estudiant i 24 estaven classificades com a «altres inactius».

### Ingressos
El 2009 a Ramerupt hi havia 158 unitats fiscals que integraven 360 persones, la mediana anual d'ingressos fiscals per persona era de 15.647 €.

### Activitats econòmiques
Dels 24 establiments que hi havia el 2007, 2 eren d'empreses extractives, 1 d'una empresa alimentària, 1 d'una empresa de fabricació de material elèctric, 1 d'una empresa de fabricació d'altres productes industrials, 3 d'empreses de construcció, 5 d'empreses de comerç i reparació d'automòbils, 2 d'empreses de transport, 2 d'empreses d'hostatgeria i restauració, 4 d'empreses de serveis, 2 d'entitats de l'administració pública i 1 d'una empresa classificada com a «altres activitats de serveis».
Dels 7 establiments de servei als particulars que hi havia el 2009, 1 era una oficina d'administració d'Hisenda pública, 1 gendarmeria, 1 oficina de correu, 1 taller de reparació d'automòbils i de material agrícola, 2 fusteries i 1 perruqueria.
L'únic establiment comercial que hi havia el 2009 era una fleca.
L'any 2000 a Ramerupt hi havia 13 explotacions agrícoles que ocupaven un total de 1.251 hectàrees.

## Equipaments sanitaris i escolars
El 2009 hi havia una escola elemental integrada dins d'un grup escolar amb les comunes properes formant una escola dispersa.

## Poblacions properes
El següent diagrama mostra les poblacions més properes.